# Султан-Ага Ханум
Султан-Ага Ханум, в европейских источниках известна под именем Кораси (перс. سلطان آقا خانم‎ Soltān-Āqā Xānum; 1524 — 4 [14] февраля 1596) — царица-консорт Сефевидского Государства, вторая жена шахиншаха Тахмаспа I из династии Сефевидов, сестра Чопана I Великолепного из кумыкской монархической династии Шамхалов, мать принцессы Перихан-ханум. Султан-Ага Ханум являлась современницей Хюррем Хасеки-султан, известной в европейских источниках под именем Роксолана — супруги главного противника Тахмаспа I, султана Османской империи Сулеймана I Великолепного.

## Биография
Она была кумыкского происхождения. Ее братом был шамхал Чопан I (ум. 1589) — правитель Тарковского шамхальства и вали Дагестана. Её часто называют черкешенкой по происхождению, однако в персидском языке слово черкес (چرکس, «черкес») иногда применяется в целом к кавказским народам, живущим к северу от Дербента в Дагестане. 
Приходилась тетей Султан-Муту и его братьям — будущим шамхалам Сурхаю II, Ильдару, Мухаммеду, Андию и Гирею, а ее брат Имам-Кули хан также находился на службе у Сефевидов.
Вышла замуж за Тахмаспа I около 1547 года, стала матерью принцессы Перихан-ханум и принца Сулеймана Мирзы (род. 28 марта 1554 г., Нахичевань).

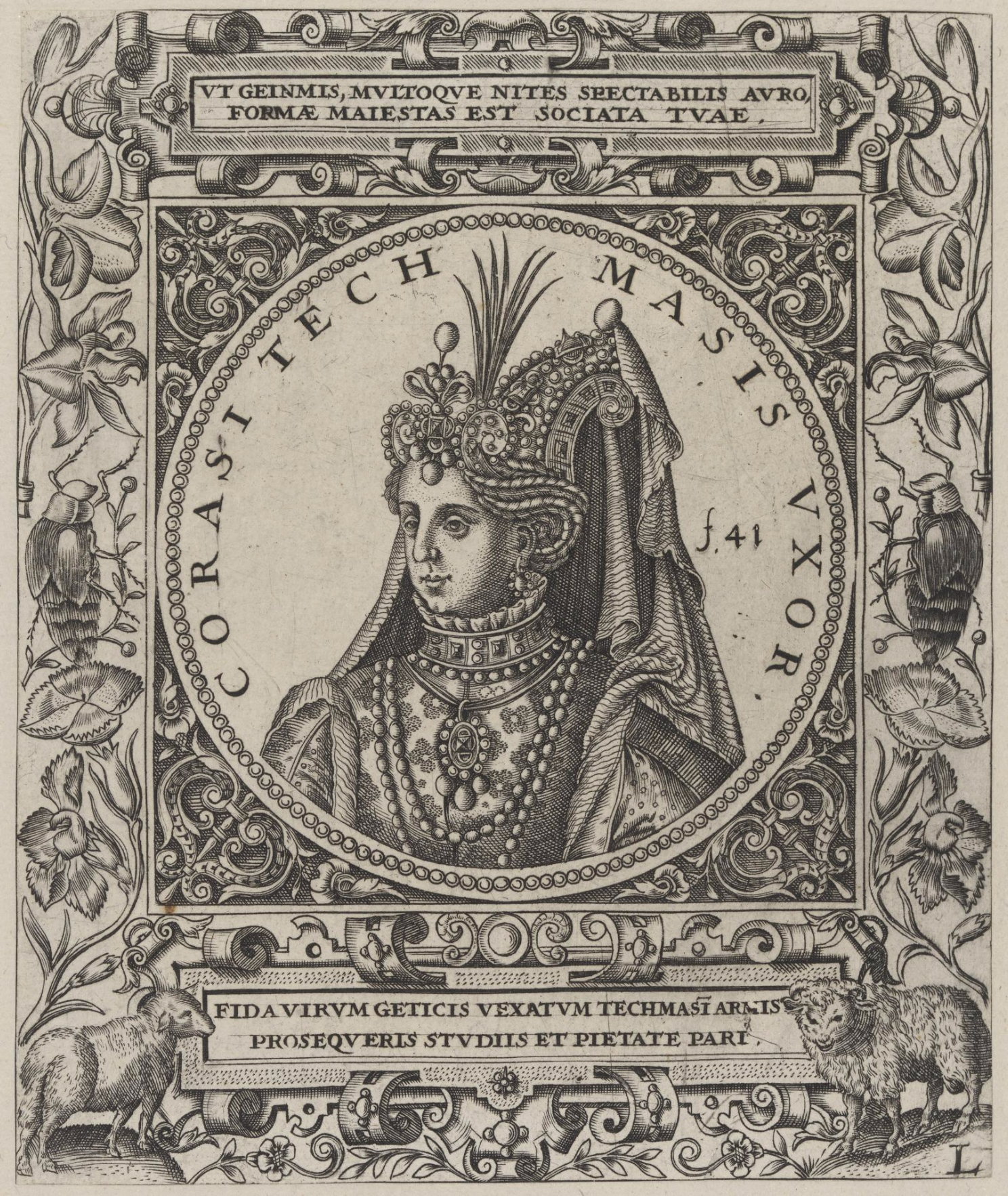
Султан-Ага Ханум, гравюра 1596 года Иоганна Теодора де Бри

В государственные дела своего мужа она не вмешивалась. Персидской политикой в будущем всерьез займется ее дочь. До того, наиболее влиятельной женщиной при персидском дворе того периода была Мехинбану-султан (1519—1952) — сестра шаха Тахмаспа I, любимая дочь шаха Исмаила I. 
В Государственном хранилище древних актов Ирана хранится переписка Султан-Ага Ханум с супругой турецкого султана Сулеймана I Великолепного – Хюррем Хасеки-султан, ставшей известной в истории Европы, как Роксолана. 

После успешной для Сефевидов битвы под Ахлатом в ходе османско-персидской войны (1514—1555) жена султана Сулеймана I обратилась с письмом к Султан-Ага Ханум, в котором она просила супругу шаха Тахмаспа I:
«Скажите мужу, чтобы наши мужья положили конец этим войнам. Пусть между нами будет мир!»
Султан-Ага Ханум на предложение ответила так: 
«Наши мужья не обращают внимания на слова своих жен. Хорошо было бы, если бы вы адресовали сестре нашего повелителя».
Вместе с тем, будучи весьма образованной женщиной своего времени, кроме воспитания и образования своих детей, Султан-Ага Ханум участвовала в придворной жизни и не была лишена амбиций, связанных с продвижением своих детей на сефевидский престол.